# Fennahsia cafana
Fennahsia cafana är en insektsart som beskrevs av Thierry Bourgoin 1997. Fennahsia cafana ingår i släktet Fennahsia och familjen Meenoplidae. Inga underarter finns listade i Catalogue of Life.